# Joe Colombo

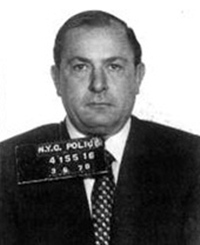
Joe Colombo

Joe Colombo, Joseph Colombo senior (ur. 14 grudnia 1914 w Nowym Jorku, zm. 22 maja 1978) – jeden z czołowych bossów amerykańskiego świata przestępczego tzw. Syndykatu, który ukształtował się po zakończeniu (w 1931) wojny castellammaryjskiej. Po śmierci dotychczasowego szefa Joe Magliocco w 1963 stanął na czele ówczesnej rodzinie Profaci, która później przyjęła od jego nazwiska nazwę „rodzina Colombo”.
Urodził się w rodzinie włoskich imigrantów w Nowym Jorku na Brooklynie. Słynął z przywiązania do wiary katolickiej; nie tolerował jakichkolwiek aktów wandalizmu wymierzonych w kościół. Pewnego razu zmusił złodzieja do oddania skradzionego klejnotu do kościoła na Brooklynie.
Gdy w 1931 Joe Profaci stanął na czele jednej z pięciu rodzin, Joe Colombo został płatnym mordercą; wchodził do wąskiej pięcioosobowej brygady zabójców realizującej zlecenia dla swojego szefa. Dodatkowo organizował ustawiane gry w kości, dokonywał wielu porwań i wymuszeń.

## Wojna bananowa
W pierwszej połowie lat 60. XX wieku boss innej rodziny mafijnej – Joseph Bonanno – postanowił przejąć przywództwo w mafii nowojorskiej; plan ten przewidywał min. wyeliminowanie Carlo Gambina i Tommy'ego Lucchesego. Wydarzenia te zostały później nazwane wojną bananową. Bonanno w ten plan wtajemniczył swojego sprzymierzeńca, Joego Magliocco, który z kolei poinformował Joego Colombo (zlecił wykonanie mu tych zamachów). Colombo zdał sobie sprawę, że wspólne siły Gambina i Lucchesego są większe i plan Bonanno nie ma szans na powodzenie; pozostało mu nic innego jak poinformować niedoszłe ofiary o planach Joego. Cała wina za rozpętanie wojny (1964–1969) spadła na Bonanno; wojny nie mógł wygrać, ale trwała ona 4 lata i pochłonęła wiele ofiar (co nie podobało się innym bossom; w 1968 Bonanno odszedł na emeryturę). W podziękowaniu za postawę Gambino i Lucchese postarali się, że to właśnie Colombo po naturalnej śmierci Magliocco stanął na czele rodziny Profaci (Colombo).

## Reforma mafijnej rodziny
Po objęciu przywództwa Colombo (w 1963) postanowił, że każdy z członków rodziny powinien mieć legalną pracę (piekarz, gazeciarz, śmieciarz, rzeźnik itp.), aby zachować pozory legalności, co nie znajdywało poparcia wśród szeregowych żołnierzy. Potem doszło do konfliktu z braćmi Gallo. Innym chybionym planem było powołanie Włosko-Amerykańskiej Ligi Praw Obywatelskich (Italian-American Civil Rights League, pierwotnie Italian American Anti-Defamation League, na wzór Anti-Defamation League, żydowskiej organizacji walczącej przeciw zniesławieniom), której celem była obrona praw Amerykanów włoskiego pochodzenia rzekomo niesłusznie podejrzewanych przez władze amerykańskie o przynależność do zorganizowanej przestępczości. Przez rok Colombo i jego podwładni organizowali marsze protestacyjne pod nowojorską siedzibą Federalnego Biura Śledczego. Zdjęcia prasowe i relacje telewizyjne z udziałem Colombo coraz bardziej denerwowały innych bossów, szczególnie Carlo Gambino.

## Śmierć bossa
28 czerwca 1971 zorganizowano kolejny wiec, Dzień Jedności IACRL; wykonawcami wyroku mieli być bracia Gallo. Jednakże szanse były na to niewielkie, gdyż żaden z zabójców nie mógł blisko podejść do Joego (dość licznie ochraniali go jego ludzie, twarze braci Gallo były im znane). Na nieszczęście dla Joego spotkanie odbyło się na terenie Harlemu, Joe Gallo mający kontakty z czarnoskórymi przestępcami wynalazł zabójcę – Jerome'a A. Johnsona – który w przebraniu dziennikarza podszedł do Colombo, strzelił do niego trzy razy (w głowę). Ochroniarze Joego zastrzelili Johnsona (drugi z zabójców miał uciec przez nikogo niezatrzymywany). Joe Colombo przeżył zamach, ale zapadł w śpiączkę. W stanie wegetatywnym przeleżał prawie 7 lat.